# Per-Erik Hedlund
Per-Erik Hedlund (18. dubna 1897 Särnaheden – 12. února 1975 Särna) byl švédský běžec na lyžích, známý také pod přezdívkou „Särna-Hedlund“ podle svého bydliště v kraji Dalarna.
Pracoval jako sedlák a dřevorubec, závodil za tým Särna SK. Na Zimních olympijských hrách 1924 obsadil šesté místo v běhu na 18 km a závod na 50 km nedokončil. Na Zimních olympijských hrách 1928 skončil na osmnáctikilometrové trati opět šestý. V den závodu na 50 kilometrů do Světého Mořice přinesl föhn oteplení až na 25 °C. Hedlund se proto rozhodl místo v oficiálním reprezentačním dresu nastoupit v bílé kombinéze, kterou mu ušily ženy z rodné vesnice. Dokázal se nejlépe vyrovnat s nezvyklými podmínkami a ačkoli nepatřil k favoritům závodu, zvítězil s rekordním náskokem více než třinácti minut na druhého krajana Gustafa Jonssona. Jeho vítězný oblek dostal přezdívku „den vite fantomen“ (bílý fantom) a na jeho památku nastupovali ještě dlouho poté švédští lyžaři ve „šťastné“ bílé barvě.
Hedlund také získal devět titulů mistra Švédska v běhu na lyžích, dvakrát vyhrál Vasův běh (1926 a 1928) a na mistrovství světa v klasickém lyžování 1933 byl členem vítězné švédské štafety. V roce 1928 mu byla udělena Zlatá medaile Svenska Dagbladet pro švédského sportovce roku.